# Ԣ
Ԣ, ԣ или Н с ченгелче е буква от кирилицата. Обозначава небния носов съгласен звук [ɲ] ([нь]). В миналото се е използвала в чувашкия език. Аналогична е на кирилската буква Њ.

## Кодове
| Буква  | Уникод |
| ------ | ------ |
| Главна | U+0522 |
| Малка  | U+0523 |

В други кодировки буквата Ԣ отсъства.